# مالاکس
مالاکْسْ (به فنلاندی: Malax) یک منطقهٔ مسکونی در فنلاند است که در اوستروبوتنیا واقع شده‌است.